# Kumaralli, Somvarpet
Kumaralli là một làng thuộc tehsil Somvarpet, huyện Kodagu, bang Karnataka, Ấn Độ.